# Felsőmocsolád, Somogy
Felsőmocsolád  este un sat în districtul Kaposvár, județul Somogy, Ungaria, având o populație de 411 locuitori (2011). 

## Demografie
Componența etnică a satului Felsőmocsolád
     Maghiari (93,19%)
     Germani (4,19%)
     Romi (2,62%)
Componența confesională a satului Felsőmocsolád
     Romano-catolici (39,9%)
     Reformați (21,17%)
     Fără religie (11,68%)
     Luterani (4,38%)
     Necunoscută (22,87%)
     Alte religii (2,92%)
Conform recensământului din 2011, satul Felsőmocsolád avea 411 locuitori. Din punct de vedere etnic, majoritatea locuitorilor (93,19%) erau maghiari, existând și minorități de germani (4,19%) și romi (2,62%). Nu există o religie majoritară, locuitorii fiind romano-catolici (39,9%), reformați (21,17%), persoane fără religie (11,68%) și luterani (4,38%). Pentru 22,87% din locuitori nu este cunoscută apartenența confesională.